# Clypeocava celebica
Clypeocava celebica là một loài tò vò trong họ Ichneumonidae.